# Isla Ratón
Isla Ratón é a capital do município venezuelano de Autana. É uma ilha fluvial localizada no curso do rio Orinoco junto ao território colombiano. É uma ilha venezuelana porque o thalweg do Orinoco, que é o que serve de fronteira entre os dois países, passa, de acordo com o efeito de Coriolis, pelo braço esquerdo.
Com uma população de mais de 3.000 habitantes, segundo o censo do ano 2005, é o segundo município mais habitado após o de Atures. O povo chama-se El Carmen de Ratón e tem prefeitura, polícia, medicina rural, malariologia, guarda nacional, casas culturais, praças, campos, igreja, escolas, liceus, mercados e comércios.
Possui um povo multi-étnico com Curripacos, piaroa, criolos, jivi entre outros.

## História
A Isla Ratón era uma comunidade de poucos habitantes, fundada por Pedro Loroima e acompanhantes no ano de 1943. Após a sua fundação, foi crescendo até se transformar numa comunidade que hoje em dia chegou a ser um povo habitável, transitável e uma das ligações com os demais municípios do estado.